# Chemins de fer fribourgeois Gruyère–Fribourg–Morat
Les chemins de fer Gruyère-Fribourg-Morat (GFM) sont nés de la fusion en 1942 de voies ferrées à écartement normal et à écartement métrique situées principalement dans le canton de Fribourg. La compagnie s'appelait officiellement la Compagnie des Chemins de fer fribourgeois. Elle exploitait également un réseau de bus régionaux dans la même région. La société a fusionné en 2000 avec les transports urbains de Fribourg pour créer la nouvelle compagnie des Transports publics fribourgeois (TPF).

## Histoire
La société a été créée le 1er janvier 1942 par la fusion des Chemins de fer électriques de la Gruyère (CEG) à voie métrique, du Chemin de fer Fribourg–Morat–Anet (FMA) à voie normale et du Chemin de fer Bulle-Romont (BR) à voie normale également. Le 1er janvier 2000, les GFM ont fusionné avec la compagnie des Transports en commun de Fribourg (TF) pour former les Transports publics Fribourgeois (TPF).

## Réseau à voie métrique
Le réseau à voie métrique GFM, d'une longueur d'environ 48 km, est électrifié depuis son ouverture.

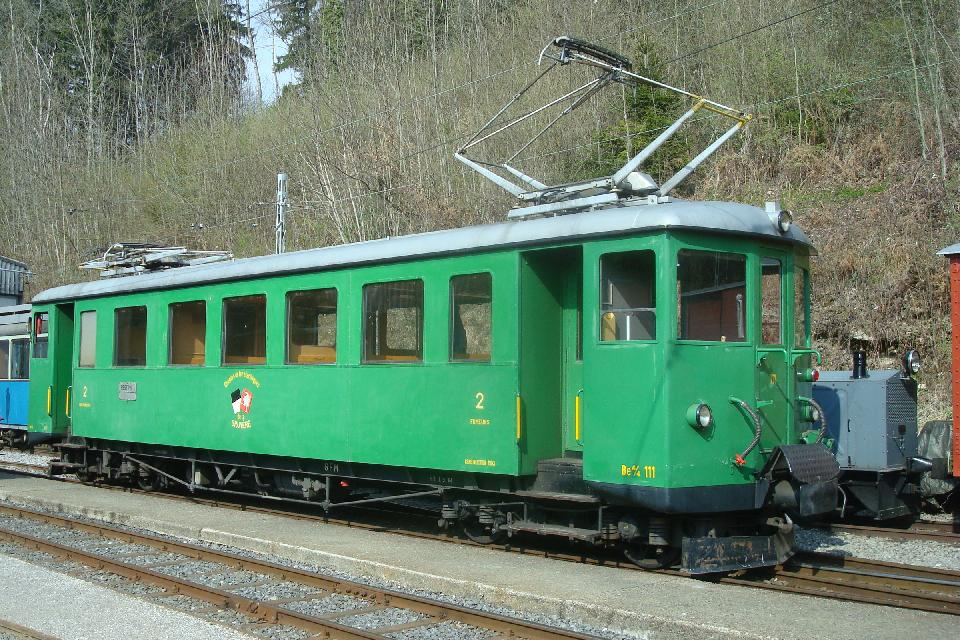
Be 4/4 datant de 1903.

Un centre d'opérations avec dépôt et ateliers se situe à Bulle. Dans cette gare, des correspondances sont possibles entre les lignes à écartement métrique et standard ainsi qu'avec de nombreuses lignes de bus. Les GFM sont reliés à Montbovon au réseau à écartement métrique du chemin de fer Montreux Oberland bernois (Montreux-Berner-Oberland-Bahn, couramment abrégé MOB). 
Jusqu'en 1969, Châtel-Saint-Denis était également desservie par une ligne des chemins de fer électriques veveysans (CEV) en provenance de Vevey.
Les lignes du réseau à voie métrique sont desservies sur la base d'une cadence horaire. Jusqu'à la livraison des nouvelles rames par Stadler Rail, les dessertes étaient effectuées grâce à un parc de véhicules électriques ainsi que des remorques. La plus ancienne automotrice opérationnelle est la Be 4/4 qui date de 1903 et qui est aujourd'hui utilisée dans les trains spéciaux à l'occasion de la visite de la chocolaterie de Broc ou lors d'excursions spéciales. 
Ces trains sont généralement utilisés, sur demande, avec une vieille voiture de voyageurs comme remorque. Les services normaux étaient assurés par des voitures à cabine simple de classe Be 4/4 construites en 1977 ou par des voitures doubles de classe BDe 4/4 construites en 1972, accouplées à des voitures remorques à simple conducteur (classe Bt) pour former des ensembles de deux voitures, ou par des voitures doubles de classe BDe 4/4 construites par les ateliers de constructions mécaniques de Vevey (ACMV) / ABB en 1992 (numéros 121 à 124 inclus) qui opéraient seules sur des trains peu chargés ou avec des remorques de même marque. Pour les pics de trafic (scolaire), il est possible d'ajouter des remorques de conduite. 
La ligne ne comptait que deux locomotives électriques de ligne, de modèle GDe 4/4, construites par SLM / BBC en 1983 et qui sont identiques à la classe 6001 du MOB. Il s'agit de la no 101, baptisée « Ville de Bulle », et de la no 102, baptisée « Neirivue ». Elles étaient généralement utilisées sur des chantiers avec des wagons à écartement normal chargés sur des bogies de transport ou des trains trémies à ballast en provenance de Grandvillard. 
La société possède également deux locomotives électriques de manœuvre d'époque, de classe Te 2/2, no 11 et 12, construites par Oerlikon en 1912. L'une d'entre elles se trouve généralement à Bulle pour les manœuvres de changement d'écartement des wagons entre les lignes métriques et la ligne à écartement standard, et l'autre à Montbovon.

## Ligne de Bulle à Romont
La ligne de Bulle à Romont, à écartement normal, est la partie la plus ancienne de tout le réseau. Longue de 18 km, elle a été ouverte le 1er juillet 1868 en tant que ramification de la ligne Lausanne – Fribourg – Berne (LFB), qui a été ouverte le 4 septembre 1862 et fait maintenant partie des CFF. La ligne était exploitée par le Chemin de fer Bulle–Romont. Après la fusion, qui visait principalement à obtenir des subventions fédérales dans le cadre de la « Privatbahnhilfegesetz » (loi d'aide aux chemins de fer privés), la ligne a été électrifiée. Ce mode d'alimentation a été mis en service le 8 mai 1946.

## Ligne de Fribourg à Anet
La ligne ferroviaire de Fribourg à Anet (Ins) est une ligne à voie normale de 32 km de long qui relie Fribourg à Ins (Anet) en passant par Morat. Elle était exploitée par la compagnie du Chemin de fer Fribourg–Morat–Anet jusqu'à la fusion en 1942.

## Réseau de bus
Après l'ouverture de l'autoroute A12 à la fin des années 1970, une ligne de bus rapide a notamment été mise en service entre Bulle et Fribourg, et a fonctionné jusqu'en 2011,.